# 阿卜杜利·文沙利
阿卜杜利·肯·文沙利（Abdoulie Ken Mansally，1989年1月29日—），一般称作文沙利，生于班珠爾，岡比亞职业足球运动员，现效力于美國職業足球大聯盟球会新英倫革命，他曾代表岡比亞出席過2007年世界青年足球錦標賽，現正努力爭取2010年南非世界盃出戰資格